# Ralph Hutton
Ralph Hutton est un nageur canadien né le 6 mars 1948 à Ocean Falls.

## Biographie
Ralph Hutton dispute l'épreuve du 400 mètres nage libre aux Jeux olympiques d'été de 1968 de Mexico et remporte la médaille d'argent.
Il sort vainqueur au préalable, en août 1968, de l'épreuve du 400 mètres des championnats des États-Unis organisés dans la ville de Lincoln dans le Nébraska,, en améliorant à cette occasion en 4 minutes 6 secondes et 5 dixièmes le record du monde détenu par Mark Spitz [2].